# The Yellow Birds
The Yellow Birds (engl. für „Die gelben Vögel“) ist ein US-amerikanisches Antikriegsdrama von Alexandre Moors. Der Film basiert auf einem gleichnamigen Roman von Kevin Powers und handelt von zwei jungen Soldaten und ihrem Einsatz im Irakkrieg. Am 21. Januar 2017 feierte der Film im Rahmen des Sundance Film Festivals seine Weltpremiere.

## Handlung
Der 18-jährige Daniel Murphy und der 21-jährige Brandon Bartle, genannt Murph und Bartle, sind zwei junge Soldaten, die ihren Einsatz im Irak beginnen, nachdem die beiden im Trainingslager beste Freunde wurden. Ihr Vorgesetzter ist Sterling, ein älterer Sergeant. Bald wird Bartle von einem Versprechen gequält, das er Murphs Mutter vor ihrem Einsatz im Golfkrieg gemacht hat, denn nachdem ihr Sohn im Krieg getötet wurde, er hingegen überlebt hat, muss er die Wahrheit über die Umstände von Murphs Tod verschweigen. Die ebenfalls gequälte Mutter verlangt jedoch Antworten.

## Produktion

### Literarische Vorlage und Stab

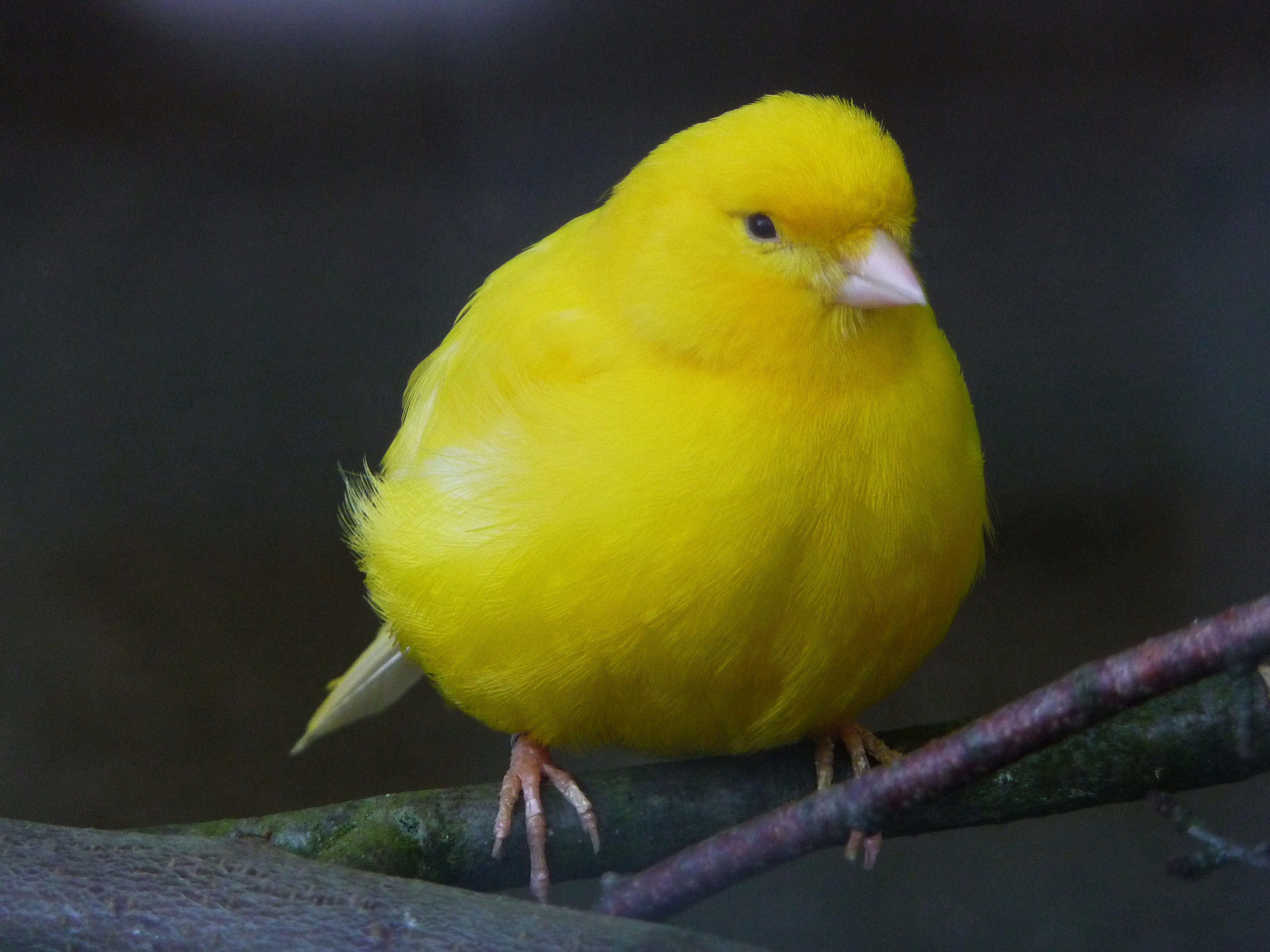
Der Titel des Romans nimmt Bezug auf eine darin erzählte Geschichte über gelbe Kanarienvögel

Der Film basiert auf dem Roman The Yellow Birds von Kevin Powers. Der Debütroman des US-amerikanischen Autors und ehemaligen Soldaten landete nach seiner Veröffentlichung im Jahr 2012 auf der Shortlist für den National Book Award und wurde im gleichen Jahr mit dem Guardian First Book Award ausgezeichnet. Im Jahr 2013 folgte eine Auszeichnung mit dem Hemingway Foundation PEN Award. Powers ließ in das Buch seine eigenen Erfahrungen als Maschinengewehrschütze während der ersten Phase der Operation Iraqi Freedom einfließen, die Geschichte von den zwei jungen Soldaten selbst ist hingegen Fiktion.
Der Titel des Romans nimmt Bezug auf eine darin erzählte Geschichte. Murph Bartle erzählt auf einem Wachturm, wie sein Vater einst ein Dutzend Kanarienvögel mit nach Hause brachte, die in den Stollen des Bergwerks, in dem er arbeitete, in Käfigen gehalten wurden. Sein Vater wollte die Vögel freilassen, und weil er glaubte, dass sie nicht zurückkehren werden, überlegte er, in den leeren Käfigen Gemüse aufzubewahren oder sie zwischen Bäumen aufzuhängen und darin Kerzen zu entzünden.
Jeffrey Sharp und Evan Hayes hatten die Rechte an Powers Roman erworben und gaben eine Drehbuchadaption für den Film in Auftrag, die von R.F.I. Porto und David Lowery durchgeführt wurde, der ursprünglich auch als Regisseur des Antikriegsdramas vorgesehen war. Später wurde Lowery von Alexandre Moors ersetzt. Der Film wird von Mark Canton und Courtney Solomon produziert.

### Besetzung
Alden Ehrenreich, der die Hauptrolle von Brandon Bartle übernahm, war 2013 insbesondere durch seine Rolle von Ethan Wate im Film Beautiful Creatures – Eine unsterbliche Liebe bekannt geworden. Tye Sheridan übernahm die Rolle von Daniel Murphy, Jennifer Aniston die seiner Mutter Maureen. Jack Huston spielt Sergeant Sterling. Ursprünglich sollte diese Rolle mit Benedict Cumberbatch besetzt werden. Jason Patric übernahm die Rolle von Captain Anderson.

### Dreharbeiten

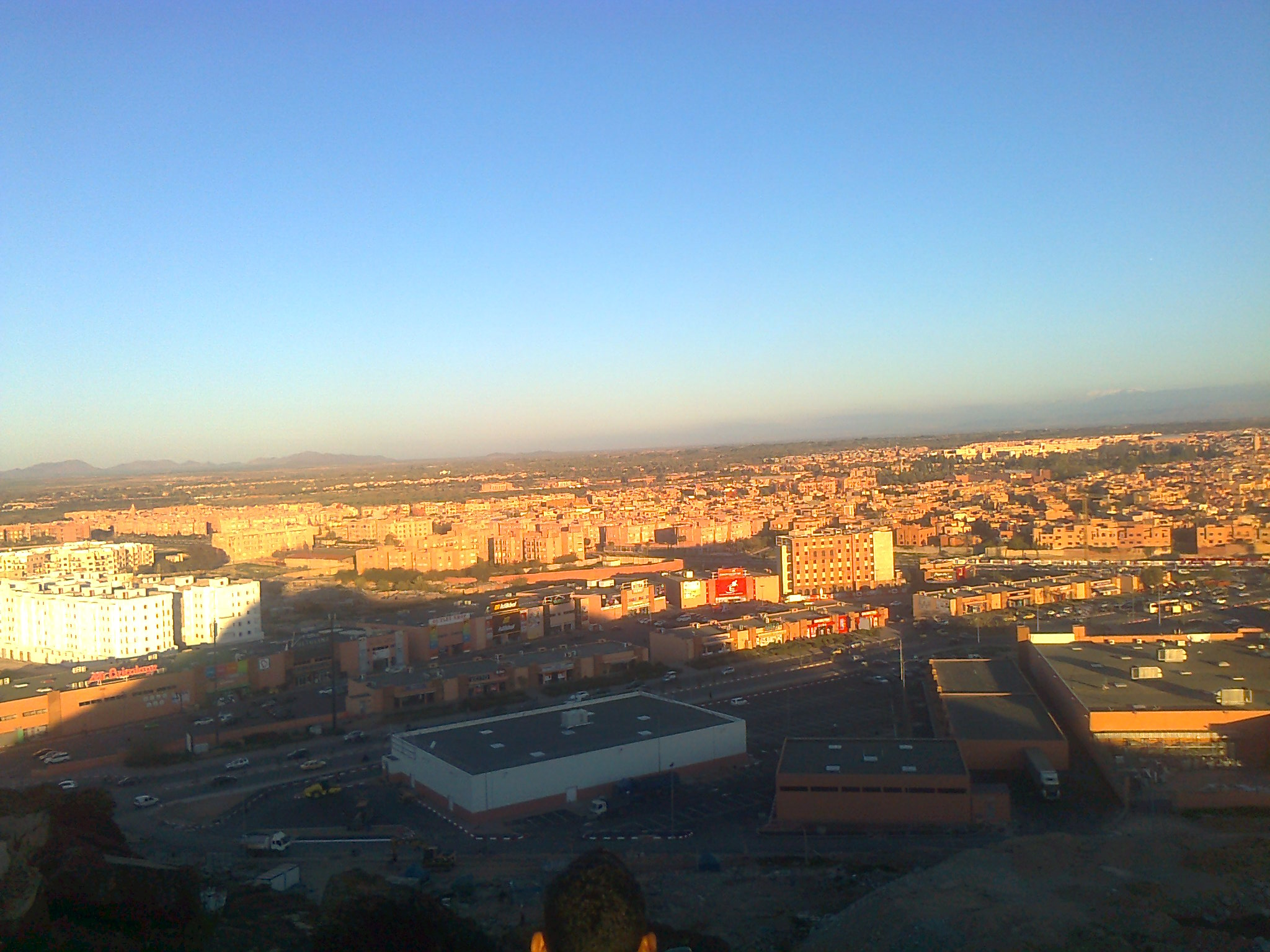
Drehorte in Marokko, wie hier Marrakesch, dienten im Film dem Irak als Kulisse

Die Dreharbeiten fanden in den USA und in Marokko statt. Zu den Drehorten in den USA gehören Atlanta und Santa Clarita in Kalifornien.
Marokko, wo ab November 2015 gedreht wurde, diente dem Irak als Kulisse. Ursprünglich war geplant, die Aufnahmen in Jordanien stattfinden zu lassen, jedoch war die Einfuhr von Attrappen von militärischer Ausrüstung nicht gestattet. Unter anderem drehte man in Marrakesch, wo eigens ein Dorf und ein Militär-Camp als Kulisse gebaut wurden. Weitere Dreharbeiten sollen über zwei Monate hinweg in Errachidia, Erfoud, Ouarzazate, Merzouga, Tan-Tan, Laâyoune und Agadir stattgefunden haben.
Die gesamten Produktionskosten des Films belaufen sich auf rund 12 Millionen US-Dollar.

### Filmmusik
Die Filmmusik wurde von Adam Wiltzie komponiert.

### Marketing und Veröffentlichung
Im September 2016 wurde ein erster Trailer zum Film veröffentlicht.
Am 21. Januar 2017 feierte der Film im Rahmen des Sundance Film Festivals seine Weltpremiere.

## Rezeption

### Kritiken
Todd McCarthy von The Hollywood Reporter zeigte sich von The Yellow Birds enttäuscht. Der exzellente Roman über den Irakkrieg mit dessen Nachwirkungen in der Heimat sei in einen eher flachen und enttäuschenden Film verwandelt worden.

### Auszeichnungen
Edinburgh International Film Festival 2017
- Nominierung für den Publikumspreis (Alexandre Moors)

Sundance Film Festival 2017
- Nominierung als Wettbewerbsfilm im U.S. Dramatic Competition
- Auszeichnung mit dem Special Jury Award for Best Cinematography – U.S. Dramatic (Daniel Landin)[19]